# Fritz Hilger
Fritz Hilger (* 6. Mai 1906 in Mönchengladbach; † 25. Juni 1973 in Berlin) war ein deutscher Kommunist und Angehöriger der Internationalen Brigaden.

## Leben
Hilger trat 1928 in die KPD in Köln-Nord ein, wo er zusammen mit seinem Bruder Franz arbeitete. 1937 emigrierte er in die Niederlande. Von dort zog er mit der XI. Internationalen Brigade in den Kampf gegen Francisco Franco nach Spanien. Hilger kämpfte in der Schlacht von Brunete. Von 1939 bis 1942 war er im Camp de Gurs, Südfrankreich, interniert. Hilger wurde 1942 an die Geheime Staatspolizei (Gestapo), nach Deutschland ausgeliefert. Von dort konnte er 1944 nach Paris fliehen, wo er im Komitee Freies Deutschland für den Westen (CALPO) arbeitete. 1946 kehrte Hilger nach Deutschland zurück.
Von 1946 bis 1950 war er für die Parteiarbeit der SED in der Landesleitung Sachsen in Dresden zuständig. In Berlin war er von 1950 bis 1952 als Kulturdirektor tätig. Danach arbeitete er von 1953 bis 1957 als Journalist für den ADN. Er war Auslandskorrespondent für Rumänien. Später, 1957, war er Chefredakteur für den Verlag für Sport und Technik, Berlin. Ab 1960 übernahm er die politische Leitung des Komitees der antifaschistischen Widerstandskämpfer.